# Тонделье, Марин
Марин Тонделье (фр. Marine Tondelier; род. 23 августа 1986, Буа-Бернар) — французский политический деятель. Национальный секретарь партии «Экологисты» («Европа. Экология — Зелёные», EELV).

## Биография
Родилась 23 августа 1986 года в Буа-Бернаре.
Выросла в соседнем Энен-Бомоне, где её отец был гомеопатом, а мать — дантистом.
В 2009 году окончила Шаблон:Институт политических наук Лилля в городе Лилль. Получила степень магистра в области управления медицинскими учреждениями.
Прошла стажировку в посольстве Франции в Стокгольме, в Генеральной инспекции по социальным вопросам (Igas) и в государственных медицинских учреждениях Парижа (AP-HP).

## Политическая карьера
В 2009 году вступила в партию «Европа. Экология — Зелёные» (EELV), накануне муниципальных выборов в Энен-Бомоне. На съезде партии в 2011 году вступила в федеральный совет. С октября 2013 года входит в исполнительный комитет EELV.
В 2011—2015 годах была помощником сенатора Алин Арчимбо (Aline Archimbaud). В 2015—2017 годах — помощник депутата Национального собрания Сесиль Дюфло.
С 2012 года баллотируется от EELV в 11-м округе департамента Па-де-Кале в Национальное собрание Франции, который с 2017 года представляет Марин Ле Пен. Поэтому получила прозвище «другая Марин».
На муниципальных выборах 2014 года в Энен-Бомоне была второй в списке PS-PCF-EELV. По результатам выборов избрана муниципальным советником в Энен-Бомоне, где находится в оппозиции к мэру Стиву Бриуа от «Национального объединения», и членом Совета агломерации Энен-Карвен. 
В 2017 году опубликовала книгу «Новости с фронта» (Nouvelles du Front), описывающую работу в совете Энен-Бомона. Парижский уголовный суд оправдал Марин Тонделье по иску о клевете мэра Стива Бриуа и его заместителя Брюно Бильда.
На муниципальных выборах 2020 года в Энен-Бомоне возглавила список DVG-EELV-PS-FI-PCF. По результатам выборов переизбрана муниципальным советником в Энен-Бомоне.

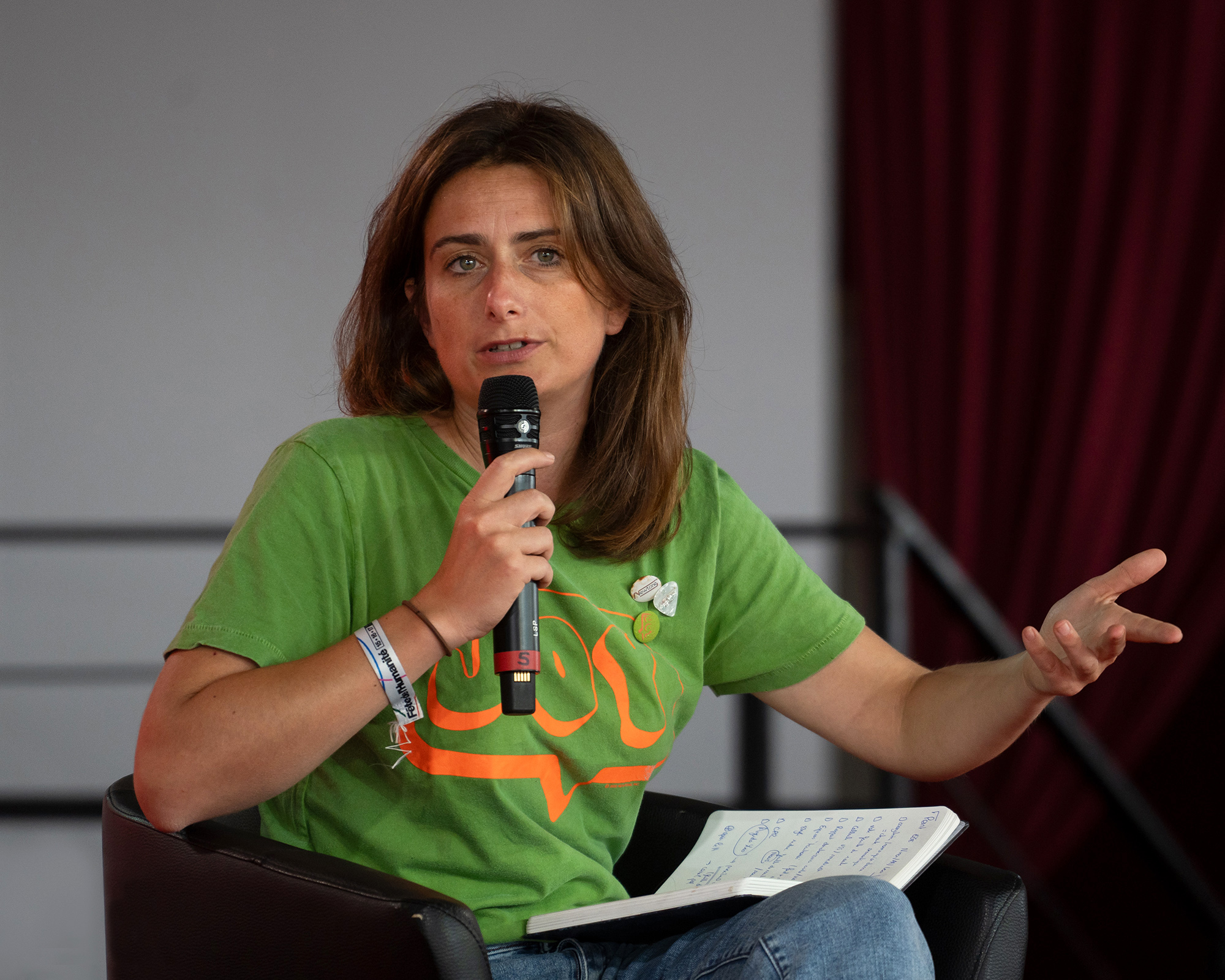
Тонделье на празднике Юманите 2023 года

По результатам региональных выборов 2021 года избрана в Совет региона О-де-Франс от департамента Па-де-Кале.
Во время президентских праймериз коалиции «Pôle écologiste» 2021 года возглавляла кампанию Эрика Пьолле. На президентских выборах 2022 года участвовала в кампании Янника Жадо.
10 декабря 2022 года избрана национальным секретарём партии «Европа. Экология — Зелёные» (EELV), во втором туре получила 90,80 % голосов, сменила Жюльена Байу.
Накануне внеочередных парламентских выборов 2024 года вместе с Франсуа Рюффеном, Оливье Фором и Фабьеном Русселем участвовала в создании левого блока «Новый народный фронт», который выиграл второй тур выборов 7 июля.

## Личная жизнь
Марин Тонделье состоит в гражданском партнерстве. В 2019 году родила сына.